# Batalha de Adem (2018)
A Batalha de Adem foi um confronto militar travado entre a organização separatista Conselho de Transição do Sul e o governo iemenita do presidente Abd Rabbuh Mansur Al-Hadi, apoiado pela coalizão árabe, na cidade de Adem. Várias pessoas morreram, milhares deixaram suas casas e pelo menos 40 000 civis foram presos na cidade sem ajuda, em condição precária.

## Antecedentes
No Iêmen, os separatistas reivindicam a independência da região sul, que foi um Estado independente até 1990 conhecido como Iêmen do Sul, com sua capital em Adem. Após a sua incorporação na República Árabe do Iêmen, houve duas grandes tentativas de separação, a Guerra Civil do Iêmen de 1994  e a insurgência no sul do Iêmen (2009-2015).
O Conselho de Transição do Sul foi criado em maio de 2017 após o governador de Adem, Aidarus al-Zoubaidi, ser destituído de seu cargo em 27 de abril de 2017 pelo presidente iemenita Abdrabbuh Mansur Hadi.
A Assembleia Nacional do Sul, composta por 303 membros de todas as províncias do sul, realizou sua primeira sessão parlamentar em Adem em 26 de dezembro de 2017.
Em meio a tensões entre o Conselho de Transição do Sul (CTS), apoiado pelos Emirados Árabes Unidos, e o Governo Hadi, apoiado pela Arábia Saudita, o Conselho de Transição do Sul anunciou em 21 de janeiro de 2018 que derrubaria o governo iemenita dentro de uma semana, a menos que o presidente Hadi demitisse todo seu gabinete, incluindo o primeiro-ministro Ahmed Obeid bin Daghr por corrupção. O Conselho de Transição do Sul também declarou estado de emergência até que suas demandas fossem atendidas. O governo respondeu proibindo protestos em Adem, porém o Conselho de Transição do Sul organizou uma manifestação antigoverno para 28 de janeiro de 2018.

## Batalha
Na manhã de 28 de janeiro, após a expiração do ultimato, uma manifestação pedindo a demissão do governo eclodiu em Adem. O governo responde tentando dispersá-la.
Rapidamente, os separatistas tomaram o controle da sede do governo. Em resposta, o primeiro-ministro Ahmed bin Dagher denuncia um "golpe de força" e convida a coalizão árabe a intervir para acabar com o conflito. No entanto, os soldados emiradenses e sauditas não tomam parte nos combates.
À tarde, os combates prosseguem com a ajuda de artilharia pesada, que são usadas pelos dois beligerantes. Os combates ocorrem principalmente no distrito de Crater, nas proximidades do palácio presidencial, bem como em Khor Maksar, onde os separatistas conseguem tomar o controle de uma base militar.
Em 29 de janeiro, os combates continuaram com a mesma intensidade, com o uso de tanques, embora os separatistas enviassem reforços de Abyan e Ma'rib.
Na noite de 29 de janeiro, os separatistas sitiam o palácio presidencial al-Maachiq, no qual o governo encontra-se entrincheirado e, em seguida, assume o controle da entrada principal.
Na manhã de 30 de janeiro, as forças leais ao Conselho de Transição do Sul controlam praticamente toda a cidade. Os integrantes do Governo Hadi presentes em Adem, incluindo o primeiro-ministro, foram cercados no palácio presidencial e os rebeldes do Conselho de Transição do Sul os declararam "de facto sob prisão domiciliar". Logo em seguida, eles tomaram o distrito de Dar Sad.
Na virada do dia 31 de janeiro, foi reportado por residentes da cidade que Adem já estaria completamente sob controle das forças separatistas do Conselho de Transição do Sul. No mesmo dia, a vila do primeiro-ministro foi tomada. Combates não teriam sido mais reportados depois disso.
Com os combates principais terminados, o governo iemenita e o CTS iniciaram uma troca de prisioneiros.